# Чемпионат России по дзюдо 1999
Чемпионат России по дзюдо 1999 года — 8-й чемпионат России по дзюдо проходил в Кстово со 2 по 5 декабря.

## Медалисты

### Мужчины
| Категория                   | Золото                        | Серебро                     | Бронза                                               |
| --------------------------- | ----------------------------- | --------------------------- | ---------------------------------------------------- |
| Наилегчайший вес (до 60 кг) | Николай Ожегин Тюмень         | Анзор Гаунов Адыгея         | Сергей Карпович Красноярск Андрей Годовников Москва  |
| Полулёгкий вес (до 66 кг)   | Ислам Мациев Москва           | Казбек Цагараев Алания      | Александр Караханов Пермь Олег Гуляев ХМАО           |
| Лёгкий вес (до 73 кг)       | Гарик Айвазян Красноярск      | Денис Огиенко Москва        | Евгений Карпухин Красноярск Валерий Меренков Липецк  |
| Полусредний вес (до 81 кг)  | Александр Коновалов Краснодар | В. Филиппов Санкт-Петербург | Евгений Кулдин Москва Сослан Засеев Алания           |
| Средний вес (до 90 кг)      | Дмитрий Морозов Челябинск     | Алексей Михалёв Москва      | Вадим Архипов Тюмень Дмитрий Белин Алтайский край    |
| Полутяжёлый вес (до 100 кг) | Юрий Стёпкин Челябинск        | Сурен Балачинский Москва    | Гаяз Башяров Москва Фёдор Семаков Санкт-Петербург    |
| Тяжёлый вес (свыше 100 кг)  | Мурат Хасанов Майкоп          | Александр Михайлин Москва   | Гаджимурад Муслимов Дагестан Олег Хорпяков Воронеж   |
| Абсолютная категория        | Александр Михайлин Москва     | Тимур Бучукури Адыгея       | Фёдор Емельяненко Белгород Султан Магомедов Дагестан |

### Женщины
| Категория                   | Золото                                    | Серебро                                 | Бронза                                                              |
| --------------------------- | ----------------------------------------- | --------------------------------------- | ------------------------------------------------------------------- |
| Наилегчайший вес (до 48 кг) | Любовь Брулетова Пермь                    | Татьяна Кувшинова Нижегородская область | Людмила Богданова Санкт-Петербург Татьяна Шишкина Самара            |
| Полулёгкий вес (до 52 кг)   | Людмила Храмова Самара                    | Марина Ковригина Красноярск             | Виктория Волотова Москва Наталья Михеева Калининград                |
| Лёгкий вес (до 57 кг)       | Татьяна Миньковская ХМАО                  | Татьяна Папушина Москва                 | Ольга Федосеенко Болотное Татьяна Иванова Санкт-Петербург           |
| Полусредний вес (до 63 кг)  | Анна Сараева Самара                       | Ирина Афонина Тула                      | Любовь Бельская Новосибирская область Элина Новгородцева Москва     |
| Средний вес (до 70 кг)      | Светлана Галянт Петропавловск-Камчатский  | Юлия Кузина Оренбург                    | Галина Федосеева Алтайский край Елена Котельникова Липецк           |
| Полутяжёлый вес (до 78 кг)  | Светлана Пантелеева Нижегородская область | Полина Чеканина ХМАО                    | Светлана Фёдорова Тюмень Вера Москалюк ХМАО                         |
| Тяжёлый вес (свыше 78 кг)   | Ирина Родина Тула                         | Светлана Гундаренко Челябинск           | Теа Донгузашвили Санкт-Петербург Юлия Хехнёва Нижегородская область |
| Абсолютная категория        | Теа Донгузашвили Санкт-Петербург          | Юлия Хехнёва Нижегородская область      | Оксана Болтенкова Пермь Алла Куликова Пермь                         |